# Антонио Карачи
Антонио Карачи (на италиански: Antonio Carracci) е италиански художник, син на Агостино Карачи и племенник на Анибале Карачи.

## Биография
Датата на раждането му е неизвестна. Според Джулио Манчини Антонио умира на 25 години, докато според Джовани Бальоне, който го познава лично, тъй като и двамата са членове на Академията на Сан Лука, Антонио Карачи умира на 35 години. В анонимна бележка се казва, че той е единственият син на Агостино Карачи, че Тинторето е негов кръстник, и че умира на 28 години.
Карло Чезаре Малвазия, който пише „Художник Фелсина“ – биография на Антонио Карачи, успява да интервюира негов братовчед, дон Джовани Батиста Карачи, от когото научава, че Антонио е роден от куртизанка (или по-скоро наложница) на име Изабела в енорията Санта Лучия във Венеция и че майка му е била с него в Рим когато умира. Малвазия прави запитване в енорийските регистри, но тъй като Антонио Карачи е извънбрачно дете и не се знае с точност фамилията на майката, търсенето не дава резултат. Според него най-вероятната година на раждане е 1583 г., потвърдена и от Бальоне.
Въпреки че Антонио е извънбрзчно дете, Агостино Карачи припознава сина си и му дава фамилното си име „Карачи“. Но след смъртта на Агостино брат му Анибале Карачи и чичо му Джовани Антонио, за да получат наследството, пишат на кардинала Одоардо Фарнезе, поставяйки под въпрос бащинството на Агостино. Антонио се изправя пред съда и успява да се защити, но полемиките, предизвикани от спора, го принуждават да напусне Болоня завинаги.
Заедно с други ученици, като Доменикино и Джовани Ланфранко, Антонио изучава изобразителното майсторство при баща си Агостино.
През 1602 г. след смъртта на баща му, Антонио заедно с другите ученици на Агостино се премества в Рим при чичо си Анибале и участва в декорацията на галерия „Фарнезе“ и на параклиса на Палацо Алдобрандини.
След смъртта на чичо си (1609 г.) младият художник твори в църквите „Санта Мария в Монтичели“, „Сан Джироламо дели Скиавони“, „Санта Мария в Трастевере“, „Сан Себастиано фуори ле Мура“ и в Палацо Матей, Рим.
Заедно с Гуидо Рени участва в декорацията на параклиса в двореца Квиринал, където изографисва олтара. Също в Квиринал той изработва стенописите в „Зала на потопа“, в които изобразява малки истории със старозаветни епизоди. Там той рисува сцената на Великия потоп, от която идва и името на залата. Антонио възпроизвежда същата композиция и върху дърво, което е едно от най-известните му произведения, изложено в Лувъра, Париж.
В майсторския стил на Антонио Карачи важна роля изиграва школата на чичо му Анибале Карачи, както и влиянието на Доменикино. Макар и да черпи от извора на добрата школа на Агостино и Анибале Карачи, той не достига техните върхове и известност.
Антонио Карачи умира на 8 април 1618 г. и е погребан в църквата Сант Андрея деле Фрате, Рим.

## Картини на Антонио Карачи
- Пейзаж с къпещи се (ок. 1616)
Музей за изящни изкуства, Бостън
- Венера, оплакваща смъртта на Адонис (1603-1618)
Национален тръст за обекти с историческа и природна стойност
- Мадоната на трон и светии (ок. 1613-1615)
Берлинска картинна галерия, Берлин
- Мъченичеството на Свети Стефан (ок. 1610)
Национална галерия, Лондон
- Отвличането на Европа
Национална картинна галерия, Болоня
- Мадоната с Младенеца и Свети Франциск (1605)
Капитолийски музеи, Рим